# Вазири, Насер
Насер Хушманд Вазири  (перс. ناصر هوشمند وزیری‎; род. 1946, Хамадан) — иранский скульптор и таксидермист.

## Биография
Родился в  Хамадане в 1946 году. Когда ему было пять лет, семья Вазири переехала в Тегеран. Там он получил начальное и среднее образование. В 1966-1971 годах изучал скульптуру на факультете изобразительных искусств Тегеранского университета. В 1994 году был удостоен почётной степени доктора наук.
Вазири является создателем тридцати скульптур Сада Фирдоуси на севере Тегерана , 25 скульптурных композиций в Музее прачечной Зенджана. Его произведения  находятся в экспозициях музеев Тебриза и Дамгана, в Военном и Этнографичексом музеях Саадабада, в парке Саи в Тегеране, в парке Бараджин в Казвине, в музейном комплексе крепости Фалак-оль-Афлак в Хорремабаде.
В 2005 году Вазири продал свою мастерскую   в Тегеране и перебрался в Лавасан, маленький городок к востоку от иранской столицы. Здесь в течение почти двенадцати лет он работает над превращением собственного дома и сада в музей. В 2014 году Пещерный музей Вазири вошёл в список 140 лучших частных и государственных музеев.
Художница Роксана  Хушманд Вазири и физик и скульптор  Рама Хушманд Вазири — его дочериi.